# PirateBrowser

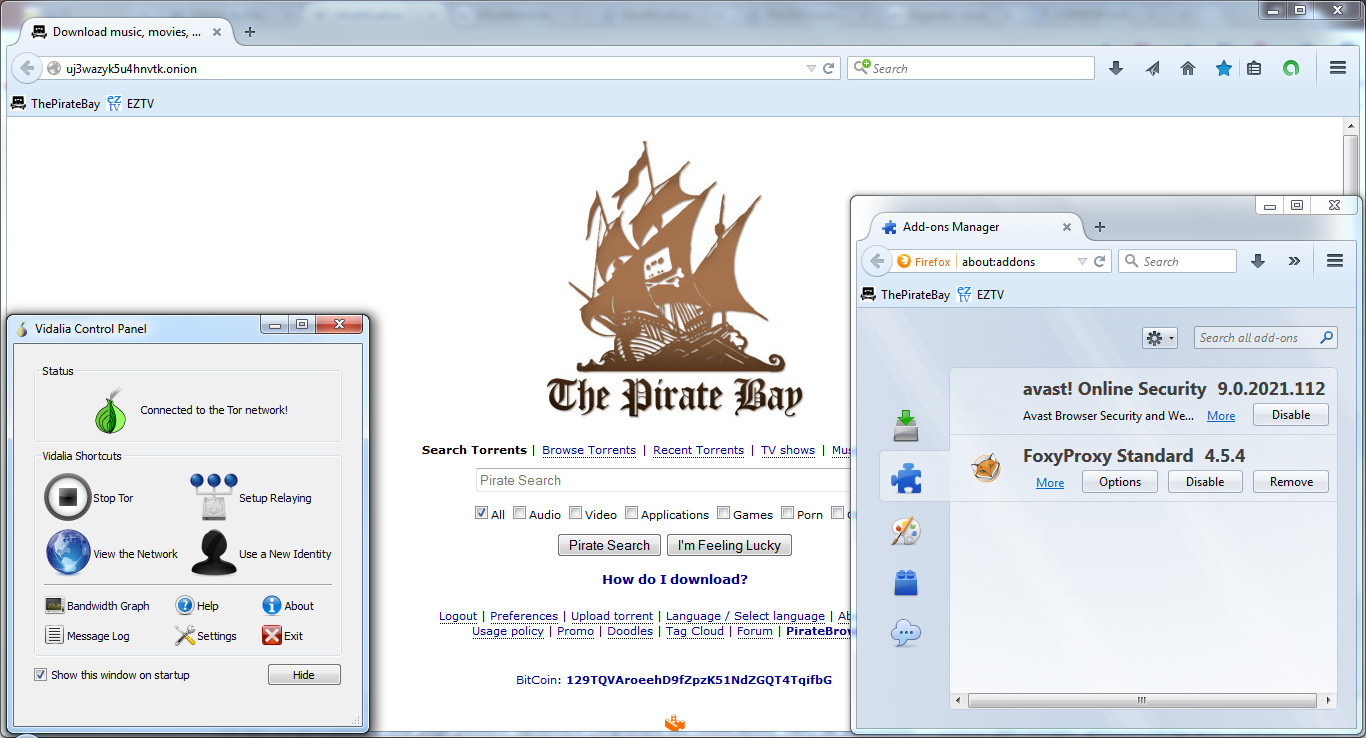
PirateBrowser (versión 1.0b), con el notorio uso del cliente de TOR.

PirateBrowser es un navegador de Internet de The Pirate Bay que permite eludir la censura en Internet. Fue lanzado el 10 de agosto de 2013 para celebrar el décimo aniversario de The Pirate Bay.
Se trata de un paquete de Firefox Portable, el complemento FoxyProxy y el cliente Tor Vidalia. No utiliza las capacidades anónimas de la red Tor, lo que ralentiza la navegación de manera significativa. Según TorrentFreak fue descargado más de 1.000.000 veces a través del enlace directo en la página web del navegador el 19 de octubre.